# 프리츠 피셔 (의사)

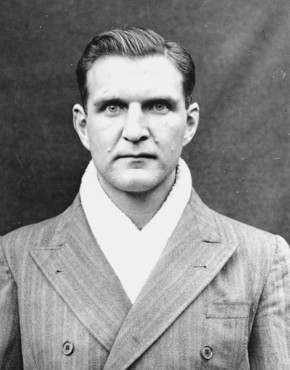
프리츠 피셔

프리츠 에른스트 피셔(독일어: Fritz Ernst Fischer, 1912년 10월 5일 ~ 2003년)는 나치 독일의 의사로 라벤스브뤼크 강제 수용소의 수감자들에게 의료 만행을 자행했다. 그는 1947년 의사 재판에서 전쟁 범죄와 반인도적 범죄로 재판을 받고 유죄 판결을 받았다. 그는 종신형을 선고받았지만, 그의 형은 15년으로 감형되었고 1954년에 석방되었다.